# Die Unbesiegbaren
Die Unbesiegbaren ist ein deutscher Spielfilm der DEFA von Arthur Pohl aus dem Jahr 1953.

## Handlung
Im Jahr 1889 streiken die Bergarbeiter in Westfalen. Aus Berlin kommt der Schlosser Schulz zu ihnen, um ihnen Mut zuzusprechen und Geld von den Berliner Arbeitern zu überreichen. Im Gegensatz zum Leiter des Streiks ist er der Ansicht, dass die Bergarbeiter kurz vor der Erfüllung ihrer Forderungen stehen. Der Leiter wiederum ist der Meinung, mit einer Abordnung zu Kaiser Wilhelm II. gehen zu können und dort Gehör zu finden. Als die Abordnung in Berlin eintrifft, wird sie zwar vom Kaiser empfangen, muss jedoch unverrichteter Dinge wieder abziehen und wird zurück in Westfalen verhaftet.
Das Engagement Schulz’ hat die Polizei mal wieder auf den „Roten“ aufmerksam gemacht, doch kann sie ihm keine sozialistischen Umtriebe nachweisen, die wegen des Sozialistengesetzes zu Gefängnisstrafen geführt hätten. Wie Schulz ist auch der junge Franz, der Freund von Schulz’ Tochter Gertrud, im Untergrund für die Sozialdemokraten aktiv. Sie drucken Flugblätter und überkleben Plakate gegen die Sozialisten mit eigenen Losungen. Schulz wiederum hält stets engen Kontakt mit den Reichstagsabgeordneten August Bebel und Wilhelm Liebknecht.
Die Polizei entschließt sich, den wegen Besitzes sozialistischer Schriften verhafteten Arbeiter Köppke als Spitzel anzuwerben. Als Gegenleistung soll nicht nur Geld fließen, sondern auch seine frühere Haftstrafe wegen Diebstahls vergessen werden. Köppke willigt ein und bespitzelt nun die Familie Schulz. Er versucht ein Verhältnis mit Gertrud anzufangen, die ihm jedoch kühl gegenübersteht. Eines Nachts sieht Köppke jedoch, wie Schulz mit einem Paket voller Flugblätter nach Hause kommt. Er unterrichtet die Polizei davon und bricht wenig später in die Wohnung ein, um das Versteck der Flugblätter zu finden. Zwar versuchen Mutter Schulz und Gertrud in letzter Sekunde, die Flugblätter an einem anderen Ort zu verstecken, doch werden sie durch einen Zufall entdeckt. Vater Schulz wird inhaftiert. Da Gertrud einen Knopf von Köppkes Jacke am ersten Versteck der Flugblätter findet, wissen die Genossen nun, wer der Verräter in ihren Reihen ist. Köppke gilt nun als Unperson und wird geschnitten.
Elf Monate später ist die Lage der Familie Schulz ohne den Vater schlecht. Sie mussten in eine andere Wohnung ziehen und verdienen kaum genug Geld zum Überleben. Da wird im Reichstag über das Sozialistengesetz abgestimmt – die Abgeordneten kippen das Gesetz und Schulze kommt wenig später aus dem Gefängnis frei. Auf der ersten offiziellen Versammlung August Bebels, auf der dieser die Einigkeit der Arbeiter beschwört, stehen Vater und Mutter Schulz schließlich in der ersten Reihe.

## Produktion
Der Film wurde als Beitrag zum Karl-Marx-Jahr 1953 innerhalb von 100 Tagen im Studio Babelsberg abgedreht. Karl Schneider entwarf die Bauten, die Willi Schäfer und Richard Hermens ausführten. Walter Lehmann fungierte als Produktionsleiter. Am 10. April 1953 war im Berliner Kino Babylon und im Defa-Filmtheater Kastanienallee seine Premiere. Am 31. August 1953 lief der Film erstmals auf DFF 1 im Fernsehen.
Die Unbesiegbaren war ursprünglich als Mittelstück einer Trilogie von Heino Brandes geplant. Teil 1 sollte dabei das Erscheinen des Kommunistischen Manifests und den Beginn der Industrialisierung um die Mitte des 19. Jahrhunderts und Teil 3 die Entwicklung der SPD zwischen dem Tod Bebels (1913) und der Antikriegsrede Karl Liebknechts (1916) behandeln. Es blieb jedoch der einzige realisierte Film und der erste DEFA-Film zur Geschichte der sozialistischen deutschen Arbeiterbewegung. Nach Ansicht von F. B. Habel seien „die sozialdemokratischen Wurzeln des Sozialismus in der DDR [...] später nur noch in ihren Fehlentwicklungen und ihrem Versagen ein Thema“ gewesen.

## Kritik
Die zeitgenössische Kritik der DDR lobte die darstellerischen Leistungen im Film. Arthur Pohl erreiche zudem zusammen mit Joachim Hasler „eine atmosphärische Dichte und Einheitlichkeit der Bilder und Szenen, die selbst über mancherlei konventionellen und überflüssigen fin-de-siècle-Zierat noch hinwegträgt“.
„Der erste technisch und inszenatorisch wohlgeratene und wenn auch tendenziöse, so doch nicht perfide Defa-Film seit Wolfgang Staudtes Der Untertan (1951) ist da“, schrieb Der Spiegel anlässlich der Premiere des Films 1953.
Der film-dienst nannte Die Unbesiegbaren „ein äußerlich aufwendiges, darstellerisch eindringliches Kapitel über die frühe Sozialdemokratie, das dramaturgisch bisweilen schleppend und dozierend daherkommt. Als historisch-biografischer Versuch zur Geschichte der Arbeiterbewegung in Deutschland dennoch sehenswert, nicht zuletzt aus zeithistorischen Gründen: Der Widerstand der SPD gegen Kaiser und Bismarck wird als Legitimation für die Gründung der DDR und die aktuelle SED-Politik genutzt.“
Der Interministerielle Ausschuß für Ost-West-Filmfragen verbot die Aufführung in der Bundesrepublik Deutschland.

## Auszeichnungen
Am 6. Oktober 1953 wurden Willy A. Kleinau, Karl Paryla und Arthur Pohl für ihre Leistung in Die Unbesiegbaren mit dem Nationalpreis für Kunst und Literatur II. Klasse ausgezeichnet.